# Liste der Landesstraßen in Baden-Württemberg ab der L 2000
Diese Liste enthält die Landesstraßen in Baden-Württemberg ab der L 2000. Hierbei handelt es sich vorwiegend um Straßen, die aus Hessen oder Bayern kommend ihre dortige Nummerierung in Baden-Württemberg beibehalten.
Diese Seite enthält die Landesstraßen bis zur L 3999. Die weiteren Landesstraßen stehen auf den folgenden Seiten:
- Liste der Landesstraßen in Baden-Württemberg ab der L 67
- Liste der Landesstraßen in Baden-Württemberg ab der L 230
- Liste der Landesstraßen in Baden-Württemberg ab der L 500
- Liste der Landesstraßen in Baden-Württemberg ab der L 1000
- Liste der Landesstraßen in Baden-Württemberg ab der L 1200

## Listen
Nicht vorhandene bzw. nicht nachgewiesene Landesstraßen sind kursiv gekennzeichnet, ebenso Straßen und Straßenabschnitte, die unabhängig vom Grund (Herabstufung zu einer Kreis- oder Gemeindestraße oder Höherstufung) keine Landesstraßen mehr sind.
Der Straßenverlauf wird in der Regel von Nord nach Süd und von West nach Ost angegeben.

### L 2000 – L 2999
| Nr.    | Verlauf |
| ------ | --- |
| L 2009 | (St 2009 in Bayern) – Landesgrenze – L 260 in Aitrach-Ferthofen – L 260 in Aitrach-Rank – Aitrach-Untermuken – Aitrach-Obermuken – Landesgrenze – (St 2009 in Bayern) |
| L 2013 | L 300 in Tannheim-Egelsee – Landesgrenze – (St 2013 in Bayern) |
| L 2019 | L 260 in Illerkirchberg-Oberkirchberg – Landesgrenze – (St 2019 in Bayern) |
| L 2021 | L 1079 in Ulm-Oststadt – Landesgrenze – (St 2021 in Bayern) – Landesgrenze – L 260 in Ulm-Wiblingen |
| L 2033 | in Neresheim – Neresheim-Gallusmühle – Dischingen-Bachfeld – Dischingen-Iggenhausen – Dischingen-Härtsfeldsee – L 1181 in Dischingen – Dischingen-Guldesmühle – L 1082 in Dischingen-Ballmertshofen – Landesgrenze – (St 2032 in Bayern) |
| L 2055 | (St 2055 in Bayern) – Landesgrenze – Landesstraße ohne Anschluss an eine klassifizierte Bundes- oder Landesstraße – Landesgrenze – (St 2055 in Bayern) |
| L 2218 | / in Schwäbisch Hall – Schwäbisch Hall-Altstadt – L 1060 in Schwäbisch Hall-Friedensberg/Schwäbisch Hall-Herrenäcker/Schwäbisch Hall-Klingenberg – Schwäbisch Hall-Kreuzäcker – Schwäbisch Hall-Lehen – Schwäbisch Hall-Weckrieden – Schwäbisch Hall-Veinau – Braunsbach-Bühlerzimmern – Wolpertshausen-Cröffelbach – L 1037 in Wolpertshausen – Wolpertshausen-Rudelsdorf – L 1042 in Ilshofen – L 1040 in Ilshofen-Großallmerspann – L 1042 in Ilshofen-Unterschmerach – L 1012 – Crailsheim-Heinkenbusch – Crailsheim-Maulach – Crailsheim-Roßfeld – Crailsheim-Hirtenwiesen – L 1041 in Crailsheim-Roter Buck/Crailsheim-Sauerbrunnen – in Crailsheim-Schießberg – in Crailsheim-Kreuzberg – Crailsheim-Westgartshausen – Kreßberg-Neuhaus – L 1010 in Kreßberg-Bergbronn – L 1070 – in Fichtenau-Neustädtlein – Landesgrenze – (St 2218 in Bayern) |
| L 2220 | (St 2220 in Bayern) – Landesgrenze – Wört-Aumühle – L 1070 – Ellenberg-Bautzenhof – Ellenberg – Ellenberg-Muckental – Ellwangen (Jagst)-Rattstadt – L 1060 |
| L 2221 | L 1076 in Tannhausen – Unterschneidheim-Oberschneidheim – L 2223 in Unterschneidheim – Unterschneidheim-Sechtenhausen – L 1060 |
| L 2222 | L 2247 in Wallhausen-Michelbach an der Lücke – Landesgrenze – (St 2222 in Bayern) |
| L 2223 | L 1060/L 1070 in Unterschneidheim-Zöbingen – L 2221 in Unterschneidheim |
| L 2247 | in Wallhausen – Wallhausen-Im Grund – Wallhausen-Hengstfeld – Wallhausen-Schönbronn – L 2222 in Wallhausen-Michelbach an der Lücke – Landesgrenze – (St 2247 in Bayern) |
| L 2248 | in Boxberg-Schweigern – L 579 – in Bad Mergentheim-Dichterviertel/Bad Mergentheim-Drillberg/Bad Mergentheim-Ried |
| L 2251 | in Igersheim – Bad Mergentheim-Markelsheim – Weikersheim-Elpersheim – L 1001 in Weikersheim – L 1001 in Weikersheim-Schäftersheim – Landesgrenze – (St 2269 und St 2268 in Bayern) – Landesgrenze – L 1003 in Creglingen-Zwischenwasser – L 1005 in Creglingen – Creglingen-Craintal – Creglingen-Archshofen – Landesgrenze – (St 2268 in Bayern) |
| L 2253 | (jetzt K 1703) – L 1100 in Großbottwar |
| L 2254 | L 1107 in Bönnigheim – |
| L 2255 | L 1141 in Gerlingen – Gerlingen-Gehenbühl – Stuttgart-Giebel – Stuttgart-Bergheim – Stuttgart-Wolfbusch – in Stuttgart-Weilimdorf |
| L 2256 | (St 2256 in Bayern) – Landesgrenze – Creglingen-Altmühle – Creglingen-Sechselbach – L 1003 – Landesgrenze – (St 2256 in Bayern) |
| L 2297 | L 506 in Werbach – Werbach-Welzmühle – Werbach-Schneidmühle – Werbach-Werbachhausen – Werbach-Emmentaler Mühle – Werbach-Öl- und Sägmühle – Werbach-Neumühle – Werbach-Wenkheim – Werbach-Seemühle – Landesgrenze – (St 2297 in Bayern) – Landesgrenze – Landesstraße ohne Anschluss an eine klassifizierte Straße – Landesgrenze – (St 2297 in Bayern) |
| L 2310 | (St 2310 in Bayern) – Landesgrenze – L 2315 in Freudenberg – Freudenberg-Tremhof – Wertheim-Rosenmühle – Wertheim-Mondfeld – Wertheim-Grünenwört – Wertheim-Bestenheid – L 508 in Wertheim – L 506 in Wertheim – Wertheim-Hofgarten – Wertheim-Eichel – Wertheim-Staustufe – Wertheim-Urphar – Wertheim-Am Rechlesgraben – L 617 in Wertheim-Bettingen – in Wertheim-Almosenberg/Wertheim-Bettingen – Wertheim-Dertingen – Landesgrenze – (St 2310 in Bayern) |
| L 2311 | (St 2311 in Bayern) – Landesgrenze – Mudau-Ernsttal – L 585 – Landesgrenze – (L 2311 in Hessen) – Landesgrenze – Eberbach-Oberdorf – Eberbach-Friedrichsdorf – L 3120 in Eberbach-Gaimühle – Eberbach-Antonslust – Eberbach-Ittertal – L 524 in Eberbach – in Eberbach |
| L 2315 | (St 2315 in Bayern) – Landesgrenze – L 2310 in Freudenberg |
| L 2374 | L 320 – / – Achberg-Baind – Achberg-Isigatweiler – Achberg-Esseratsweiler – Achberg-Doberatsweiler – Landesgrenze – (St 2374 in Bayern) |
| L 2378 | – Landesgrenze – (St 2378 in Bayern) |
| L 2385 | L 1070 in Wört – Wört-Jammermühle – Wört-Pfladermühle – Wört-Springhof – Wört-Grünstädt – Stödtlen-Maxenhof – Stödtlen-Winterhof – Stödtlen-Regelsweiler – Landesgrenze – (St 2385 in Bayern) |

### L 3000 – L 3999
| Nr.    | Verlauf |
| ------ | --- |
| L 3105 | (L 3105 in Hessen) – Landesgrenze – Landesstraße ohne Anschluss an eine klassifizierte Straße – Landesgrenze – (L 3105 in Hessen) – Landesgrenze – Heddesbach – Landesgrenze – (L 3105 in Hessen)                |
| L 3110 | (L 3110 in Hessen) – Landesgrenze – Hemsbach-Weschnitzsiedlung – in Hemsbach – in Hemsbach |
| L 3120 | (L 3120 in Hessen) – Landesgrenze – Landesstraße ohne Anschluss an eine klassifizierte Straße – Landesgrenze – (L 3120 in Hessen) – Landesgrenze – L 2311 in Eberbach-Gaimühle                                   |
| L 3257 | L 3408 in Weinheim-Nordstadt – Weinheim-Innenstadt – Weinheim-Gerberbachviertel – Weinheim-Gorxheimer Tal – Landesgrenze – (L 3257 in Hessen)                                                                    |
| L 3398 | (L 3398 in Hessen) – Landesgrenze – Landesstraße ohne Anschluss an eine klassifizierte Straße – Landesgrenze – (L 3398 in Hessen)                                                                                |
| L 3408 | in Weinheim-Weststadt – in Weinheim-Innenstadt – L 3257 in Weinheim-Nordstadt – Weinheim-Hildebrand'sche Obere Mühle – Weinheim-Fuchs'sche Obere Mühle – Weinheim-Schindkaut – Landesgrenze – (L 3408 in Hessen) |